# Obreck
Obreck là một xã trong vùng Grand Est, thuộc tỉnh Moselle, quận Château-Salins, tổng Château-Salins. Tọa độ địa lý của xã là 48° 50' vĩ độ bắc, 06° 35' kinh độ đông. Obreck nằm trên độ cao trung bình là 210 mét trên mực nước biển, có điểm thấp nhất là 208 mét và điểm cao nhất là 306 mét. Xã có diện tích 3,24 km², dân số vào thời điểm 1999 là 40 người; mật độ dân số là 12 người/km². Obreck nằm 7,5 km đông bắc của Château-Salins, thuộc Pháp từ năm 1766.

## Thông tin nhân khẩu
| 1962 | 1968 | 1975 | 1982 | 1990 | 1999 |
| ---- | ---- | ---- | ---- | ---- | ---- |
| 34   | 62   | 55   | 39   | 46   | 40   |